# Squamocoris utahensis
Squamocoris utahensis är en insektsart som beskrevs av Knight 1968. Squamocoris utahensis ingår i släktet Squamocoris och familjen ängsskinnbaggar. Inga underarter finns listade i Catalogue of Life.